# Chlorospatha amalfiensis
Chlorospatha amalfiensis är en kallaväxtart som beskrevs av Thomas Bernard Croat och L.P.Hannon. Chlorospatha amalfiensis ingår i släktet Chlorospatha och familjen kallaväxter. Inga underarter finns listade.